# بيران (مدينة)
بيران (بالسلوفينية:Piran، بالإيطالية: Pirano) هي مدينة في محافظة بيران الواقعة جنوب غرب سلوفينيا، وتقع على خليج بيران في البحر الأدرياتيكي. وهي واحدة من المدن الرئيسية الثلاث من إستريا السلوفينية. وتتميز البلدة بالهندسة المعمارية في العصور الوسطى وكونها غنية بالتراث الثقافي والحضاري. كما تتميز المدينة بشوارعها الضيقة والمنازل المدمجة حيث تعطي البلدة سحرها الخاص. وتعتبر بيران المركز الإداري للمنطقة المحلية وهي واحدة من مناطق الجذب السياحي الرئيسية في سلوفينيا.

## توأمة
لبيران (مدينة) اتفاقيات توأمة مع كل من:
- Łańcut [الإنجليزية]‏
- Acqualagna [الإنجليزية]‏
- أكويليا
- بيوغن
- كاستل غوفريدو
- إنديانابوليس (2001 - )
- كيزتيلي
- أوخريد
- فاليتا
- البندقية
- فيس [الإنجليزية]‏
- مانغالايا

## معرض الصور

بيران في العصور الوسطى
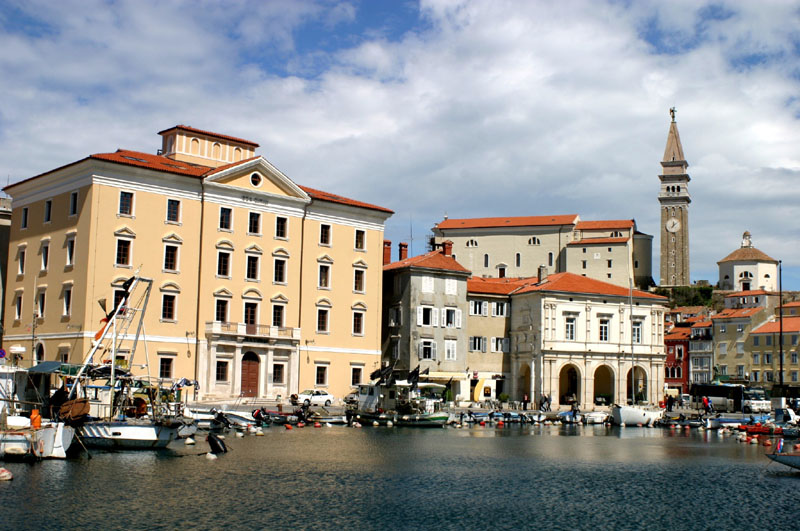
لقطة لمدينة بيران من البحر
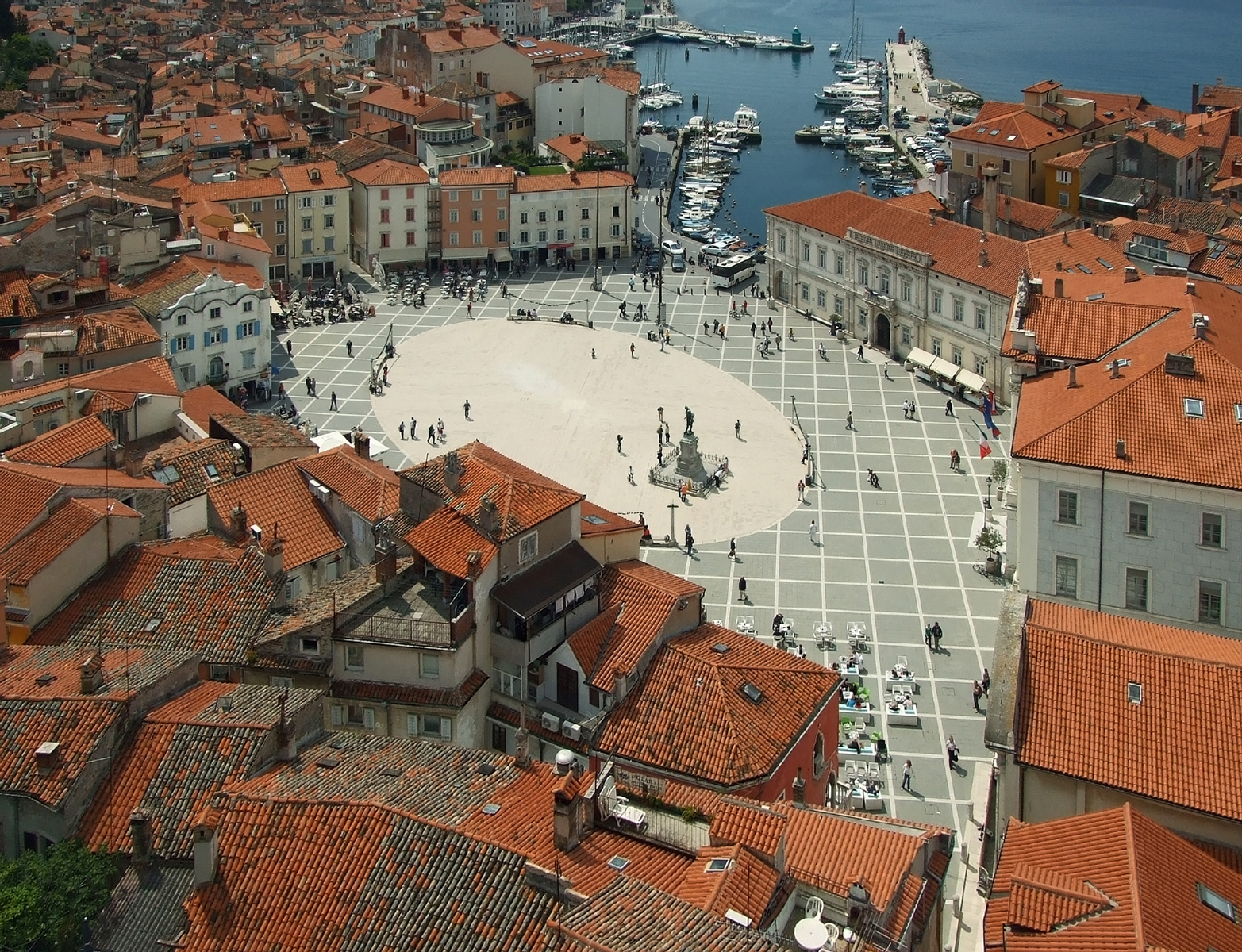
ميدان تارتيني
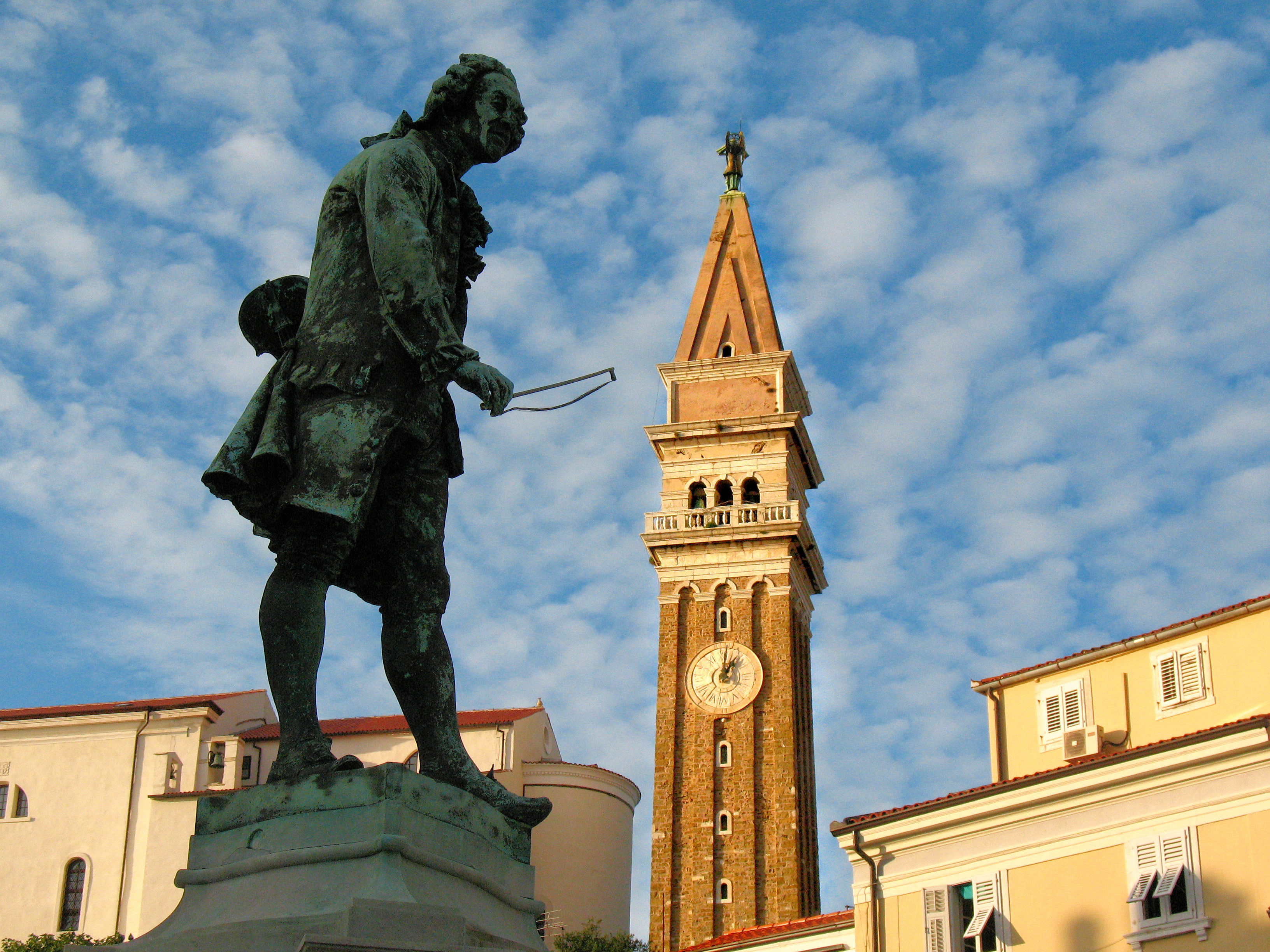
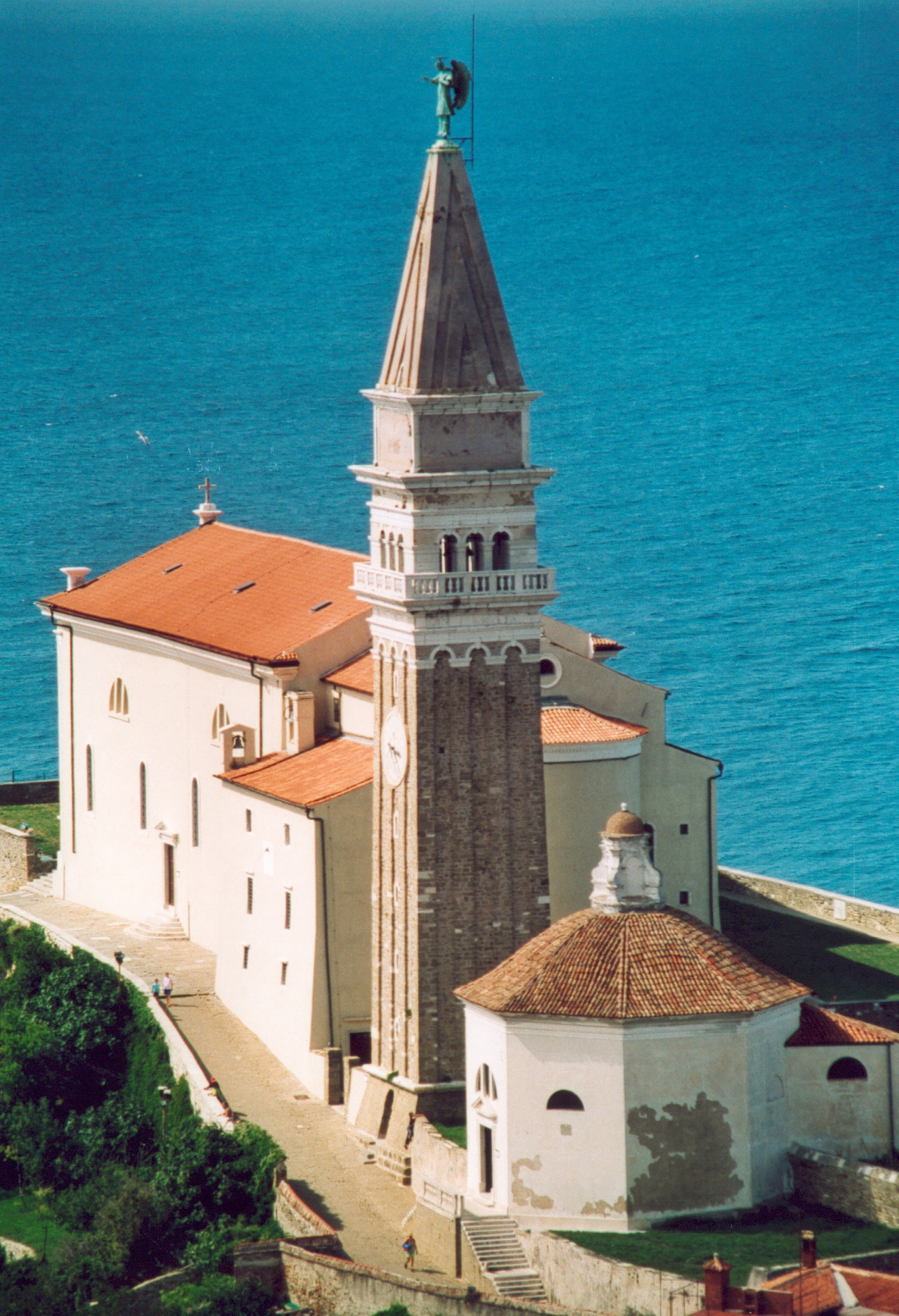
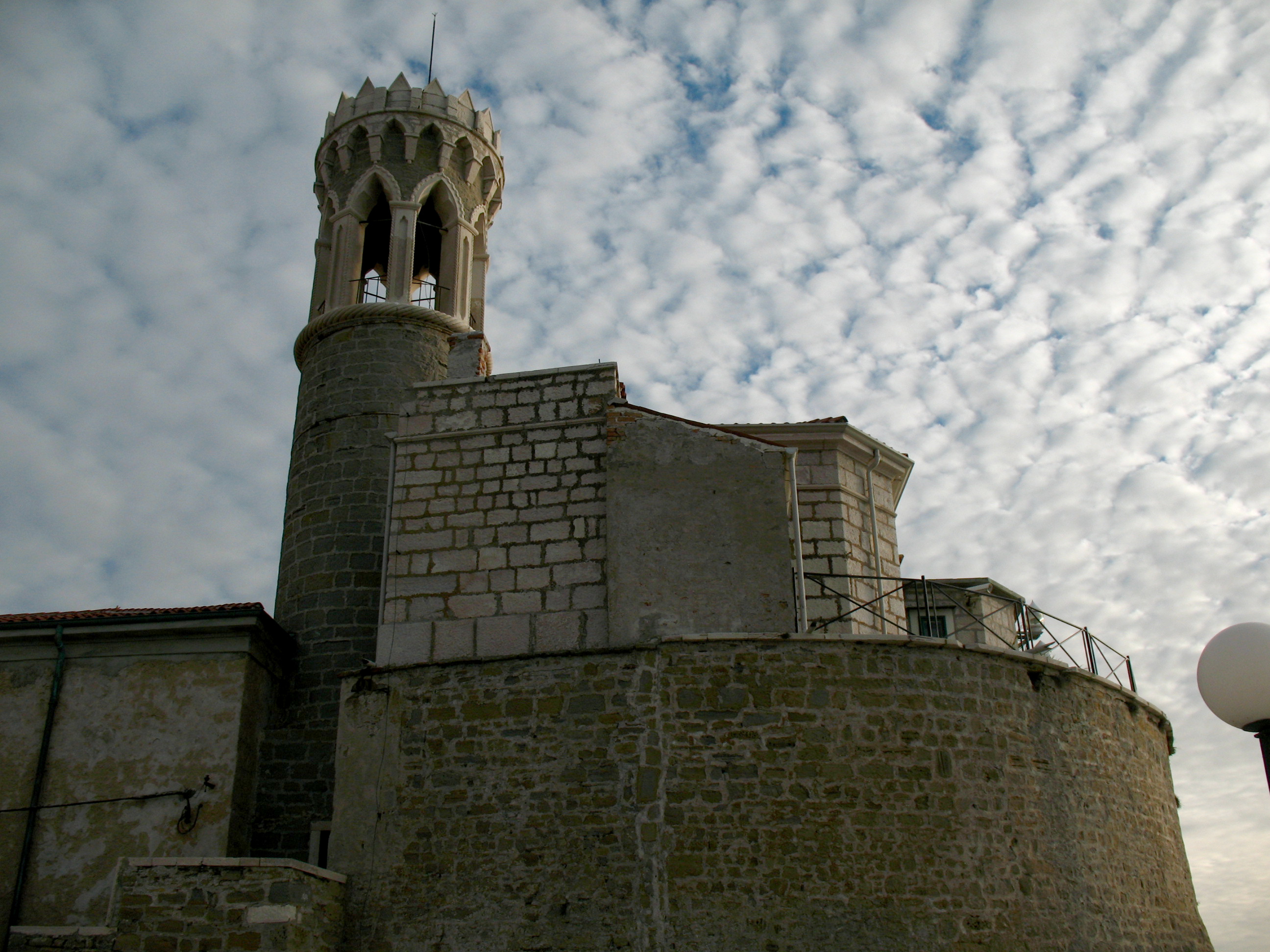

## أعلام
- بيتر كارستن
- جيوسيب تارتيني